# Шмид, Георг Карл
Георг Карл (Георг Карлович) Шмид (нем. Georg Karl Shmid; 22 августа 1836, Гёппинген — 1 августа 1912, Берлин) — немецкий и российский филолог, историк образования и педагог, сын Карла Адольфа Шмида. Статский советник (1882).

## Биография
Учился в Тюбингенском и Эрлангенском университетах. Дальнейшая карьера Шмида была преимущественно связана с Россией. В 1859—1861 гг. онпреподавал в гимназии в Биркенру под Венденом, с 1862 г. старший преподаватель древних языков в гимназии Аренсбурга. В 1863 г. защитил в Тюбингенском университете докторскую диссертацию о творчестве Квинта Курция Руфа (опубликована по-русски в 1874 г. в «Журнале Министерства Народного Просвещения»). В 1864—1869 гг. старший преподаватель древних языков в гимназии Пернова, затем недолгое время в Вендене и Гольдингене. С 1870 г. в Санкт-Петербурге, преподавал сперва древние языки в гимназии Карла Мая, с 1872 и до конца жизни наставник студентов Санкт-Петербургского Императорского историко-филологического института. Одновременно в 1881—1902 гг. преподавал древние языки в училище при церкви Святой Екатерины.

## Сочинения
Труды его могут быть разделены на 2 отдела: историко-педагогические и филологические. К числу первых принадлежит единственное по состоянию на конец XIX века сочинение по истории среднего образования в России («История средних учебных заведений в России», СПб, 1878, 683 страницы; то же на немецком языке, Лейпциг, 1882), затем «Geschichte des höheren Mädchenschulwesens» (Лейпциг, 1886); «Die Reform der Universitäten nach dem Statut von 1884» (анонимно, Лейпциг, 1886); «Die vier grossen Rektoren des XVI Jahrhunderts u. ihre Schulen (Trotzendorf, Sturm, Neander u. Wolf)»; «Montaigne»; «Das Schulwesen in England im XVI und XVII Jahrh.»; «Der Pietismus u. seine Schulen»; «Die Aufklärung in Deutschland»; «Der Philantropinismus (Basedow)» и другие. Большинство этих работ помещено Шмидом в издававшихся его отцом «Энциклопедии» и «Истории педагогики» (последнюю Шмид закончил, начиная со 2-го тома). К истории просвещения относится также ряд интересных статей Шмида в «Russische Revue», написанных большей частью по рукописным материалам: «Fr.-Aug. Wolf und seine Berufung an die Universität Charkow» (1879); «Das Professorinstitut in Dorpat» (1881); «S. S. Uwarow und Chr. Fr. Gräfe» (1886); «Goethe und Uwarow und ihr Brifwechsel» (1887); «Joh. Boch in Moskau im Jahre 1578» (1887 и в «Записках Императорской академии наук», том V, 1901).
Важнейшие из филологических работ Шмида: критические заметки к «Иону» Еврипида (Лейпциг, 1884); «Philodemea» (СПб, 1885) — очень остроумное и тщательное восстановление папируса с текстом эпикурейского философа Филодема. С 1896 года Шмид представил — преимущественно в «Журнале Министерства народного просвещения» — целый ряд интересных исследований о рыбах, птицах и животных, упоминаемых у античных писателей (например, «De Pandaro venatore Homerico et de capra aegagro», 1901). Наконец, Шмид был известен как автор нескольких учебных пособий по греческому языку; таковы его комментированное издание «Одиссеи» (3 выпуска, СПб, 1878—1879 — первое по времени школьное издание Гомера с русскими объяснениями), издание текста Гомеровских поэм («Bibliotheca Graeca. Apud A. Suvorinum», 1880, 3 выпуска) и, наконец, «Syntax der griechischen Sprache mit Uebungsbeispielen» (Рига и Лейпциг, 1879).